# Fänrik Ståls sägner-del II
Fänrik Ståls sägner är en svensk film från 1926 i regi av John W. Brunius. 

## Om filmen
Filmen premiärvisades 8 november 1926. Filmen spelades in i Filmstaden Råsunda med exteriörer från Scherinska prästbostället i Uppsala, friluftsmuseet Jamtli i Östersund, Järvafältet med flera platser av Hugo Edlund. 
Som förlaga har man Johan Ludvig Runebergs dikter Fänrik Ståls sägner del 1 som utgavs 1848 och Fänrik Ståls sägner del 2 som utgavs 1860. Filmen delades upp på två avdelningar där de två delarna ses som ett gemensamt och sammanhållet projekt se Fänrik Ståls sägner-del I.

## Rollista i urval
- Carl Michael Runeberg – Johan Ludvig Runeberg
- John Ericsson – fänrik Stål
- Kaarlo Kytö – Molnets broder
- Sven Quick – Fosterfadern
- Linnéa Hillberg – dennes dotter
- Konrad Tallroth – kyrkoherden
- Nils Ohlin – Wilhelm von Schwerin
- Hugo Björne – prosten von Schwerin
- Olga Andersson – prostinnan von Schwerin
- Anita Dorr – Karin
- Edit Rolf – Inga
- Axel Slangus – Sven Dufva
- Nils Wahlbom – Karl Johan Adlercreutz
- Helge Karlsson – Munter
- Edvin Adolphson – Georg Karl von Döbeln